# Bistum Tapachula
Das Bistum Tapachula (lat.: Dioecesis Tapacolensis, span.: Diócesis de Tapachula) ist eine in Mexiko gelegene römisch-katholische Diözese mit Sitz in Tapachula. 
Das Bistum erstreckt sich auf die Kommunen Arriaga, Villaflores, Municipio Villa Corzo, Tonalá, La Concordia, Ángel Albino Corzo, Pijijiapan, Mapestepec, Motozintla, Siltepec, Bella Vista, La Grandeza, Bejucal de Ocampo, Amatenango de la Frontera, Porvenir, Mazapa de Madero, Escuintla, Acacoyagua, Acapetahua, Huixtla, Pueblo Nuevo Solistahuacán, Tuzantán, Tapachula, Huehuetan, Mazatán, Tuxtla Chico, Cacahoatán, Frontera Hidalgo, Metapa, Suchiate, Unión Juárez, Chicomuselo und Frontera Comalapa.

## Geschichte
Das Bistum Tapachula wurde am 19. Juni 1957 durch Papst Pius XII. mit der Apostolischen Konstitution Cum Nos aus Gebietsabtretungen des Bistums Chiapas errichtet und dem Erzbistum Antequera als Suffraganbistum unterstellt. Am 25. November 2006 wurde das Bistum Tapachula durch Papst Benedikt XVI. mit der Apostolischen Konstitution Mexicani populi dem Erzbistum Tuxtla Gutiérrez als Suffraganbistum unterstellt.

## Bischöfe von Tapachula
- Adolfo Hernández Hurtado, 1958–1970, dann Bischof von Zamora
- Bartolomé Carrasco Briseño, 1971–1976, dann Erzbischof von Antequera
- Juvenal Porcayo Uribe, 1976–1983
- Luis Miguel Cantón Marín, 1984–1990
- Felipe Arizmendi Esquivel, 1991–2000, dann Bischof von San Cristóbal de Las Casas
- Rogelio Cabrera López, 2001–2004, dann Bischof von Tuxtla Gutiérrez
- Leopoldo González González, 2005–2017, dann Erzbischof von Acapulco
- Jaime Calderón Calderón, 2018–2024, dann Erzbischof von León
- Luis Manuel López Alfaro, seit 2025